# Іан Голловей
Іан Голловей (англ. Ian Holloway, нар. 12 березня 1963, Лондон) — англійський футболіст, що грав на позиції захисника. По завершенні ігрової кар'єри — тренер, останнім місцем роботи якого був тренерський штаб команди «КПР».

## Ігрова кар'єра
У дорослому футболі дебютував 1980 року виступами за команду клубу «Бристоль Роверс», в якій провів п'ять сезонів, взявши участь у 111 матчах чемпіонату.
Згодом з 1985 по 1991 рік грав у складі команд клубів «Вімблдон», «Брентфорд», «Торкі Юнайтед» та «Бристоль Роверс».
Своєю грою за останню команду привернув увагу представників тренерського штабу клубу «Квінз Парк Рейнджерс», до складу якого приєднався 1991 року. Відіграв за лондонську команду наступні п'ять сезонів своєї ігрової кар'єри. Більшість часу, проведеного у складі «Квінз Парк Рейнджерс», був основним гравцем захисту команди.
Завершив професійну ігрову кар'єру у клубі «Бристоль Роверс», у складі якого вже виступав раніше. Прийшов до команди 1996 року, захищав її кольори до припинення виступів на професійному рівні у 1999.

## Кар'єра тренера
Розпочав тренерську кар'єру, ще продовжуючи грати на полі, 1996 року, очоливши тренерський штаб клубу «Бристоль Роверс», де пропрацював з 1996 по 2001 рік.
У лютому 2001 року став головним тренером команди «Квінз Парк Рейнджерс», яка на той час була серед аутсайдерів Чемпіонату Футбольної ліги. Із завданням збереження прописки команди у цьому другом за силою англійському дивізіоні не впорався, проте продовжив працювати з командою, яка протягом наступних трьох сезонів грала у третьому дивізіоні. 2004 року Голловею нарешті вдалося повернути «КПР» до Чемпіоншипа, а наступного року закріпитися у ньому, зайнявши 11 місце підсумкової турнірної таблиці. Був відсторонений від роботи з лондонською командою 6 лютого 2006 року через чутки про зацікавленість у тренері з боку «Лестер Сіті», які, на думку керівництва «КПР», заважали йому зосередитися на роботі з поточною командою.
Голловей таки став головним тренером «Лестер Сіті», утім лише 22 листопада 2007 року, встигнувши до цього попрацювати протягом більш ніж сезону на аналогічній посаді в клубі «Плімут Аргайл». Результати роботи з «Лестером» виявилися катастрофічними — під керівництвом Голловея команда здобула лише дев'ять перемог у 32 матчах, через що втратила своє місце у Чемпіоншипі і вперше у своїй (на той час 124-річній) історії вибула до третього за силою англійського дивізіону. Тож звільнення головного тренера 23 травня 2008 року було доволі очікуваним.
Після невдачі з «Лестером» тренер протягом року залишався без роботи, доки зацікавленість у його послугах не висловило керівництво «Блекпула», команду якого він очолив 21 травня 2009 року. Результат, досягнутий Голловеєм у першому ж сезоні роботи із цією командою, був протилежний ситуації з «Лестером», — команда 2010 року здобула підвищення у класі до Прем'єр-ліги. Сезон 2010/11 став для «Блекпула» першим сезоном у найвищому англійському дивізіоні за попередні 40 років. Утім закріпитися в еліті команді не вдалося — передостаннє місце і повернення до Чемпіоншипа. Пропрацювавши з «Блекпулом» ще півтора сезони у другому за силою дивізіоні, Голловей залишив команду в листопаді 2012 року аби стати головним тренером «Крістал Пелеса».
З «Крістал Пелесом» йому вдалося повторити своє досягнення трирічної давнини і за результатами першого ж сезону після приходу до команди, вивести її до Прем'єр-ліги. Утім наступний сезон 13/14, який команда проводила вже у найвищій англійській лізі, почався для неї дуже невдало, і 23 жовтня 2013 року Голловея було звільнено.
7 січня 2014 року був призначений головним тренером «Міллволла», уклавши з одним з аутсадерів Чемпіоншипа контракт на два з половиною роки. Проте пропрацював у цьому клубі лише трохи більше року — був звільнений 10 березня 2015 після низки незадовільнених результатів, через які команда опинилася у зоні вильоту до третього за силою англійського дивізіону.
11 листопада 2016 року удруге в своїй кар'єрі очолив тренерський штаб «Квінз Парк Рейнджерс», змінивши нідерландця Джиммі Флойда Гассельбайнка. Залишив команду у травні 2018 року, після того як не зміг покращити результати команди, яка була середняком другого за силою англійського дивізіону.